# Jon Amiel

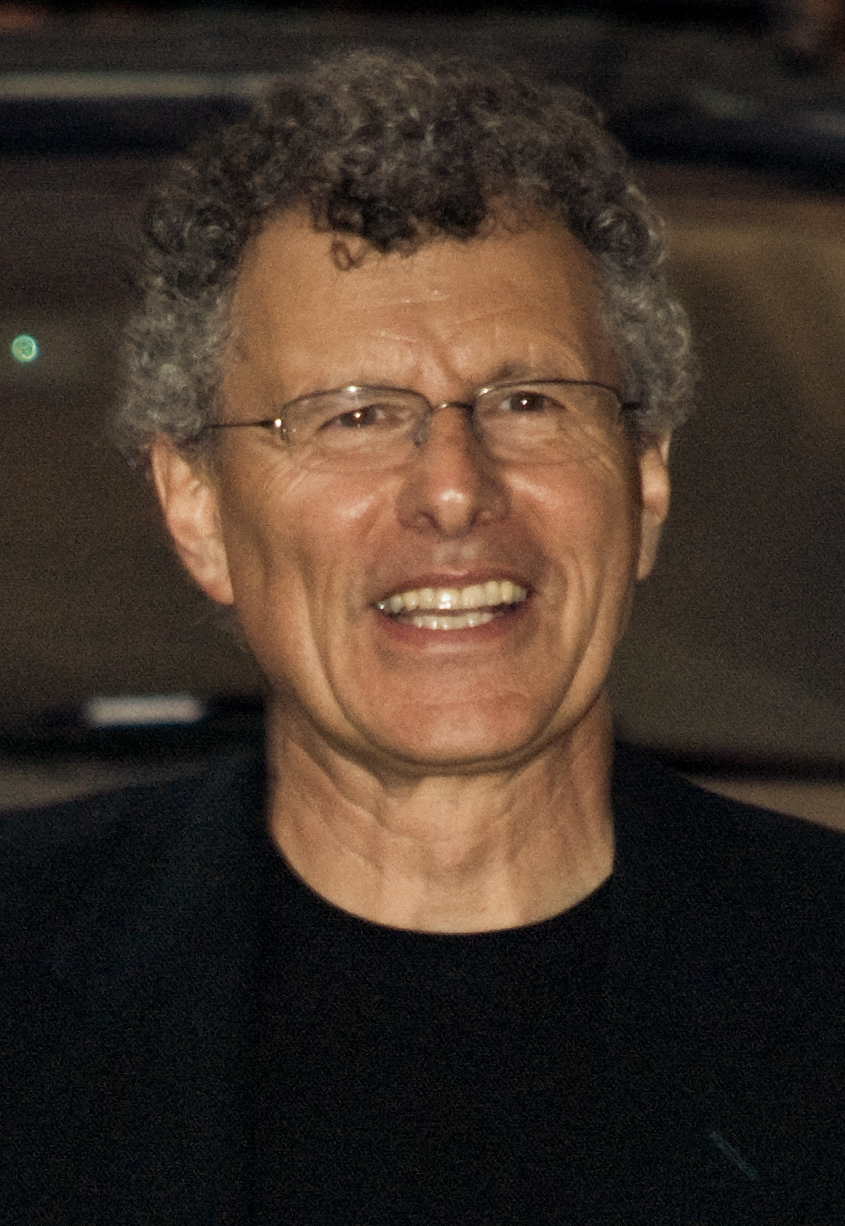
Jon Amiel beim Toronto International Film Festival (2009)

Jon Amiel (* 20. Mai 1948 in London) ist ein britischer Regisseur und Filmproduzent.

## Leben
Jon Amiel studierte Anglistik an der Universität Cambridge, dann wurde er Mitglied der Oxford and Cambridge Shakespeare Company. Später arbeitete er als Regisseur für die Royal Shakespeare Company.
In den 1970er und 1980er Jahren arbeitete Amiel für die British Broadcasting Corporation. Im Jahr 1985 führte er Regie beim vielbeachteten Film The Silent Twins. Die Komödie Queen of Hearts aus dem Jahr 1989 gewann Preise auf dem Montréal World Film Festival und auf dem Pariser Filmfestival.
Seit dem Jahr 1990 arbeitet Amiel in den Vereinigten Staaten. Als Regisseur von Sommersby arbeitete Amiel mit Jodie Foster und Richard Gere zusammen, als Regisseur von Agent Null Null Nix (The Man Who Knew Too Little) mit Bill Murray. Beim Film Verlockende Falle (Entrapment) aus dem Jahr 1999 spielten Catherine Zeta-Jones und Sean Connery mit, beim Film The Core – Der innere Kern aus dem Jahr 2003 unter anderen Hilary Swank.
Danach führte Jon Amiel Regie bei verschiedenen Fernsehserien, darunter Die Tudors mit Jonathan Rhys Meyers. 2009 kam mit Creation wieder ein abendfüllender Spielfilm von Amiel in die Kinos.

## Filmografie (Auswahl)
Regisseur
- 1986: Der singende Detektiv (The Singing Detective)
- 1989: Liebe, Rache, Cappuccino (Queen of Hearts)
- 1990: Julia und ihre Liebhaber (Tune in Tomorrow)
- 1992: Sommersby
- 1995: Copykill (Copycat)
- 1997: Agent Null Null Nix (The Man Who Knew Too Little)
- 1999: Verlockende Falle (Entrapment)
- 2003: The Core – Der innere Kern (The Core)
- 2009: Creation
- 2012–2013: Die Borgias (Fernsehserie, 4 Episoden)
- 2014–2015: Once Upon a Time – Es war einmal … (Fernsehserie, 2 Episoden)
- 2016–2017: Outsiders (Fernsehserie, 6 Episoden)
- 2019: Carnival Row (Fernsehserie, 1 Episode)
- 2020: Lincoln Rhyme: Der Knochenjäger (Lincoln Rhyme: Hunt for the Bone Collector, Fernsehserie, 1 Episode)
- 2021: American Gods (Fernsehserie, 1 Episode)
- 2022: The Walking Dead (Fernsehserie, 2 Episoden)